# Адміністративний устрій Донецької області
Донецька область України поділяється на 8 районів.
Всього адміністративно-територіальних одиниць (на 2021 рік):
- районів — 8
- міст — 52
- селищ — 131
- сіл — 1 115
- райони в містах — 21 в 4 містах.

## Адміністративно-територіальний устрій (до реформи (2015—2020))
На картах праворуч позначені:
| 1991—2014 Райони a — Амвросіївський b — Бахмутський c — Великоновосілківський d — Волноваський e — Нікольський f — Добропільський g — Костянтинівський h — Покровський i — Лиманський j — Мар'їнський k — Новоазовський l — Олександрівський m — Мангушський n — Слов'янський o — Старобешівський p — Бойківський q — Шахтарський r — Ясинуватський Міста обласного значення 1 — Донецьк 2 — Авдіївка 3 — Бахмут 4 — Вугледар 5 — Горлівка 6 — Дебальцеве 7 — Торецьк 8 — Мирноград 9 — Добропілля 10 — Докучаєвськ 11 — Дружківка 12 — Єнакієве 13 — Жданівка 14 — Хрестівка 15 — Костянтинівка 16 — Краматорськ 17 — Лиман 18 — Покровськ 19 — Макіївка 20 — Маріуполь 21 — Новогродівка 22 — Селидове 23 — Слов'янськ 24 — Сніжне 25 — Чистякове 26 — Харцизьк 27 — Шахтарськ 28— Ясинувата | 2014—2015 Райони Територія, підконтрольна Україні: a — Бахмутський b — Великоновосілківський c — Волноваський d — Нікольський e — Добропільський f — Костянтинівський g — Покровський h — Лиманський i — Мар'їнський j — Олександрівський k — Мангушський l — Слов'янський m — Ясинуватський Територія, контрольована російсько-терористичними угрупованнями: Амвросіївський район Новоазовський район Старобешівський район Бойківський район Шахтарський район а також частини Бахмутського, Волноваського, Мар'їнського, Ясинуватського районів Міста обласного значення Територія, підконтрольна Україні: 1 — Авдіївка 2 — Бахмут 3 — Вугледар 4 — Торецьк 5 — Мирноград 6 — Добропілля 7 — Дружківка 8 — Костянтинівка 9 — Краматорськ 10 — Лиман 11 — Покровськ 12 — Маріуполь 13 — Новогродівка 14 — Селидове 15 — Слов'янськ Територія, контрольована російсько-терористичними угрупованнями: Донецьк Горлівка Дебальцеве Докучаєвськ Єнакієве Жданівка Хрестівка Макіївка Сніжне Чистякове Харцизьк Шахтарськ Ясинувата |

| №п/п              | Регіон                | Площа(км²) | Населення5 грудня 2001 | Центр            | Склад                                                    |
| Район             |                       |            |                        |                  |                                                          |
| 1                 | Амвросіївський        | 1 455      | 55 072                 | Амвросіївка      | місто: Амвросіївка                                       |
| 2                 | Бахмутський           | 1 687      | 53 866                 | Бахмут           | місто: Сіверськ                                          |
| 3                 | Великоновосілківський | 1 901      | 49 272                 | Велика Новосілка | смт: Велика Новосілка                                    |
| 4                 | Волноваський          | 1 848      | 92 630                 | Волноваха        | місто: Волноваха                                         |
| 5                 | Нікольський           | 1 221      | 31 169                 | Нікольське       | смт: Нікольське                                          |
| 6                 | Добропільський        | 949        | 20 482                 | Добропілля       |                                                          |
| 7                 | Костянтинівський      | 1 172      | 21 032                 | Костянтинівка    |                                                          |
| 8                 | Покровський           | 1 316      | 37 384                 | Покровськ        |                                                          |
| 9                 | Лиманський            | 1 018      | 24 781                 | Лиман            |                                                          |
| 10                | Мар'їнський           | 1 350      | 90 434                 | Мар'їнка         | міста: Мар'їнка, Красногорівка, Курахове                 |
| 11                | Новоазовський         | 1 000      | 38 861                 | Новоазовськ      | місто: Новоазовськ                                       |
| 12                | Олександрівський      | 1 010      | 22 883                 | Олександрівка    | смт: Олександрівка                                       |
| 13                | Мангушський           | 792        | 29 241                 | Мангуш           | смт: Мангуш, Ялта                                        |
| 14                | Слов'янський          | 1 273      | 39 165                 | Слов'янськ       |                                                          |
| 15                | Старобешівський       | 1 255      | 56 048                 | Старобешеве      | міста: Кальміуське, смт: Старобешеве, Новий Світ         |
| 16                | Бойківський           | 1 340      | 35 058                 | Бойківське       | смт: Бойківське, Андріївка, Мирне                        |
| 17                | Шахтарський           | 1 194      | 23 570                 | Шахтарськ        |                                                          |
| 18                | Ясинуватський         | 809        | 30 165                 | Ясинувата        |                                                          |
| Міськрада (Місто) |                       |            |                        |                  |                                                          |
| 1                 | Авдіївка              | 29         | 37 210                 | Авдіївка         | місто: Авдіївка                                          |
| 2                 | Бахмут                | 73         | 113 360                | Бахмут           | міста: Бахмут, Соледар, Часів Яр — докладніше            |
| 3                 | Вугледар              | 5          | 17 440                 | Вугледар         | місто: Вугледар                                          |
| 4                 | Горлівка              | 422        | 314 660                | Горлівка         | місто: Горлівка — докладніше                             |
| 5                 | Дебальцеве            | 37         | 52 214                 | Дебальцеве       | міста: Дебальцеве, Світлодарськ                          |
| 6                 | Торецьк               | 62         | 87 024                 | Торецьк          | міста: Торецьк, Залізне                                  |
| 7                 | Мирноград             | 23         | 55 815                 | Мирноград        | місто: Мирноград                                         |
| 8                 | Добропілля            | 20         | 71 695                 | Добропілля       | міста: Добропілля, Білицьке, Білозерське — докладніше    |
| 9                 | Докучаєвськ           | 119        | 25 265                 | Докучаєвськ      | місто: Докучаєвськ                                       |
| 10                | Донецьк               | 570        | 1 033 424              | Донецьк          | міста: Донецьк, Моспине — докладніше                     |
| 11                | Дружківка             | 46         | 74 901                 | Дружківка        | місто: Дружківка                                         |
| 12                | Єнакієве              | 425        | 161 535                | Єнакієве         | міста: Єнакієве, Вуглегірськ, Бунге (місто) — докладніше |
| 13                | Жданівка              | 2          | 14 793                 | Жданівка         | місто: Жданівка                                          |
| 14                | Кальміуське           | 7          | 30 910                 | Кальміуське      | місто: Кальміуське                                       |
| 15                | Костянтинівка         | 66         | 95 111                 | Костянтинівка    | місто: Костянтинівка                                     |
| 16                | Краматорськ           | 356        | 216 162                | Краматорськ      | місто: Краматорськ                                       |
| 17                | Лиман                 | 192        | 29 610                 | Лиман            | місто: Лиман                                             |
| 18                | Покровськ             | 39         | 83 251                 | Покровськ        | міста: Покровськ, Родинське                              |
| 19                | Макіївка              | 426        | 432 830                | Макіївка         | місто: Макіївка — докладніше                             |
| 20                | Маріуполь             | 244        | 514 548                | Маріуполь        | місто: Маріуполь — докладніше                            |
| 21                | Новогродівка          | 5          | 17 473                 | Новогродівка     | місто: Новогродівка                                      |
| 22                | Селідове              | 108        | 62 589                 | Селідове         | міста: Селідове, Гірник, Українськ — докладніше          |
| 23                | Слов'янськ            | 74         | 146 585                | Слов'янськ       | міста: Слов'янськ, Святогірськ, Миколаївка — докладніше  |
| 24                | Сніжне                | 189        | 82 609                 | Сніжне           | місто: Сніжне                                            |
| 25                | Бойківське            | 105        | 95 632                 | Бойківське       | місто: Бойківське                                        |
| 26                | Харцизьк              | 207        | 114 105                | Харцизьк         | міста: Харцизьк, Зугрес, Іловайськ — докладніше          |
| 27                | Шахтарськ             | 51         | 71 658                 | Шахтарськ        | місто: Шахтарськ                                         |
| 28                | Ясинувата             | 19         | 37 552                 | Ясинувата        | місто: Ясинувата                                         |
|                   | Разом                 | 26 517     | 4 841 074              | Донецьк          | 18 районів та 28 міськрад                                |

## Історія
Донецька область Української СРР була утворена 2 липня 1932 року, до її складу увійшли 12 міських рад і 23 райони:
- 17 адміністративно-територіальних одиниць Донбасу центрального підпорядкування:
  - 12 міських рад: Артемівська, Ворошилівська, Горлівська, Кадіївська, Костянтинівська, Краматорська, Краснолуцька, Луганська, Макіївська, Маріупольська, Риківська, Сталінська;
  - 5 районів: Гришинський, Лисичанський, Ровеньківський, Сорокинський та Чистяківський райони;
- 13 районів Харківської області: Біловодський, Білолуцький, Верхньо-Тепловський, Лиманський, Марковський, Міловський, Ново-Айдарський, Ново-Псковський, Рубіжанський, Сватовський, Слов'янський, Старобільський й Троїцький (Покровський);
- 5 районів Дніпропетровської області: Велико-Янисольський, Волноваський, Старо-Каранський, Старо-Керменчицький і Старо-Миколаївський (Володарський).[3]

Обласним центром новоутвореної області було спочатку визначено Артемівськ, а з 16 липня 1932 — Сталіно.
4 січня 1933 року Чистяківський район було перетворено на міську раду.
Опісля голодомору край значною мірою було заселено росіянами.
20 липня 1934 року Гришинський район перейменовано в Постишевський район.
1936 року утворено Боково-Антрацитівський, Дзержинський, Кагановичський, Сніжнянський та Харцизький райони.
3 червня 1938 року Донецька область була поділена на Сталінську і Ворошиловградську області. У складі Сталінської області залишилося 10 міст: Сталіно, Артемівськ, Горлівка, Костянтинівка, Краматорськ, Макіївка, Маріуполь, Орджонікідзе, Слов'янськ, Чистякове; 4 селища міського типу: Дебальцеве, Дружківка, Покровськ, Микитівка; 22 сільських райони: Авдіївський, Олександрівський, Амвросіївський, Андріївський, Велико-Янисольський, Будьонівський, Волноваський, Володарський, Дзержинський, Добропільський, Краснолиманський, Мангуський, Ольгінський, Петро-Мар'їнський, Покровський, Селідівський, Сніжнянський, Старобешевський, Старо-Каранський, Старо-Керменчикський, Тельманівський і Харцизький.
1938 року надано статус міста 21 населеним пунктам:.

1938 року створено Ямський район (з Артемівської міськради)..
26 березня 1939 року ліквідований Старо-Каранський район (Стара Карань);

9 липня 1939 року створені Чистяківський, Артемівський, Костянтинівський, Слов'янський і Орджонікідзевський райони.
Територія області з жовтня 1941 по вересень 1943 роки була тимчасово окупована німецько-фашистськими військами і їх союзниками. Тимчасово надано назву Юзівська область (див. Генеральна округа Сталіно).
1944 року Орджонікідзевський район перейменований в Єнакіївський район.
10 травня 1945 року Чистяківський район перейменовано на Катиківський район (Катик).
8 березня 1946 року утворений Приморський район (районний центр — Приморське).
20 серпня 1953 року Катиківський район перейменовано в Шахтарський район (з віднесенням смт Катик до статусу міста та перейменуванням районного центру в Шахтарськ).
У 1959 року було ліквідовано 5 районів.
10 серпня 1960 року ліквідований Дебальцівський район (до 1959 Єнакіївський; до 1944 
року — Орджонікідзевський район).
9 листопада 1961 року Сталінська область перейменована в Донецьку область.
У грудні 1962 року були збільшені сільські райони, чисельність яких склала 9 замість 22: Амвросіївський, Артемівський, Великоновоселівський, Волноваський, Володарський, Красноармійський, Мар'їнський, Новоазовський, Слов'янський. Тобто ліквідовано 13 районів: Авдіївський, Дзержинський, Добропільський, Костянтинівський, Краснолиманський, Олександрівський, Першотравневий, Селидівський, Сніжнянський, Старобешівський, Тельманівський, Харцизький та Шахтарський.
6 травня 1963 року був утворений Старобешівський район та ліквідований Новоазовський.
У січні 1965 року утворені 15 районів: Олександрівський, Амвросіївський, Артемівський, Великоновоселівський, Волноваський, Володарський, Костянтинівський, Красноармійський, Краснолиманський, Мар'їнський, Новоазовський, Слов'янський, Шахтарський, Ясинуватський (замість Авдіївського) і Старобешівський..
У грудні 1966 року були утворені додатково три райони: Добропільський, Першотравневий і Тельманівський..
У 1965 році в області налічувалось 19 міст обласного підпорядкування: Донецьк, Артемівськ, Горлівка, Дебальцеве, Дзержинськ, Добропілля, Дружківка, Єнакієве, Жданов, Костянтинівка, Краматорськ, Красноармійськ, Макіївка, Селидове, Слов'янськ, Сніжне, Харцизьк, Чистякове, Шахтарськ. Згодом до них долучилися: 1976 —  Ясинувата, у 1979 — Лиман, у 1987 — Кіровське, у 1990 році — Авдіївка, у 1991 році — Вугледар, у 1992 році — Жданівка, Докучаєвськ, Новогродівка.
На всеукраїнському референдумі 1991 року 83,9 % відсотків виборців підтримали Акт проголошення незалежності України. Надалі, однак, у Донецькій області спалахували сепаратистські настрої. У 2004 році в Сєвєродонецьку було проведено з'їзд депутатів усіх рівнів, на якому обговорювалося створення так званої «Південно-Східної Української Автономної Республіки».
У 2014 році територія Донецької області стала ареною виступів сепаратистів, які 12 травня 2014 року проголосили утворення на території області так званої «ДНР». Шляхом захоплень адміністративних будівель і відділків міліції сепаратисти встановили контроль над частиною території області. Як реакцію на дії сепаратистів, українська влада розпочала проведення антитерористичної операції.
У 2016 році, в ході декомунізації, було перейменовано чимало населених пунктів, а також райони:
- Артемівський район — в Бахмутський район
- Володарський район — в Нікольський район
- Красноармійський район — в Покровський район
- Краснолиманський район — в Лиманський район
- Першотравневий район — в Мангушський район
- Тельманівський район — в Бойківський район